# Wyoma dysgnoia
Wyoma dysgnoia är en fjärilsart som beskrevs av Clarke 1986. Wyoma dysgnoia ingår i släktet Wyoma och familjen äkta malar. Inga underarter finns listade i Catalogue of Life.